# Хелм-Ґурни
Хелм-Ґурни (пол. Chełm Górny) — село в Польщі, у гміні Тшцинсько-Здруй Грифінського повіту Західнопоморського воєводства.
Населення — 142 особи (2011).
У 1975-1998 роках село належало до Щецинського воєводства.

## Демографія
Демографічна структура станом на 31 березня 2011 року:
|          | Загалом | Допрацездатний вік | Працездатний вік | Постпрацездатний вік |
| -------- | ------- | ------------------ | ---------------- | -------------------- |
| Чоловіки | 72      | 22                 | 46               | 4                    |
| Жінки    | 70      | 18                 | 39               | 13                   |
| Разом    | 142     | 40                 | 85               | 17                   |